# Trachelas triangulus
Espèce
Trachelas triangulus est une espèce d'araignées aranéomorphes de la famille des Trachelidae.

## Distribution
Cette espèce est endémique du Panama. Elle se rencontre sur l'île Barro Colorado.

## Description
Les mâles mesurent de 4,68 à 5,83 mm et les femelles 5,53 mm en moyenne.

## Publication originale
- Platnick & Shadab, 1974 : A revision of the bispinosus and bicolor groups of the spider genus Trachelas (Araneae, Clubionidae) in North and Central America and the West Indies. American Museum Novitates, no 2560, p. 1-34 (texte intégral).